# Acile

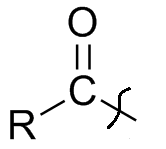
Gruppo acilico.

In chimica organica, acile (o gruppo acilico) è il nome generico del gruppo funzionale corrispondente ad un acido carbossilico privato del suo gruppo -OH.
In particolare si parla inoltre di anione acile, catione acile e radicale acile, riferendosi alla specie chimica ottenuta sottraendo ad un acido carbossilico rispettivamente un OH+, OH- o OH•.

## Carbocationi acilici
Una classe importante di carbocationi in chimica organica è rappresentata dai carbocationi acilici che compaiono come intermedi in numerose reazioni di addizione e sostituzione elettrofila.
I carbocationi acilici sono stabilizzati per risonanza, la carica elettrica viene parzialmente dispersa anche sul vicino atomo di ossigeno
```
  +           +
R-C=O  ↔  R-C≡O
```

## Alogenuri acilici
In laboratorio, una delle principali fonti di ioni acilici è costituita degli alogenuri acilici, composti aventi formula generale R-CO-X, dove X è generalmente cloro o bromo:
```
R-C=O        +
  |     →  R-C=O  (
ione acile
)  +  X
-

  X
```

Tali composti possono essere considerati come anidridi miste degli acidi carbossilico e alogenidrico corrispondenti, infatti in presenza di acqua subiscono una rapida idrolisi liberandoli con una reazione del tipo:
```
R-(C=O)-X + H
2
O → R-(C=O)-OH + HX
```

Questo comportamento rende gli alogenuri acilici irritanti e lacrimogeni.

## Esempi

### Formile

Formula di struttura

Il formile (gruppo formile o metanoile) è l'acile dell'acido formico. La formula è -HCO: risulta pertanto il più semplice degli acili.
Il radicale formile può essere ottenuto dalla formaldeide e compare in alcuni composti come ad esempio il fluoruro di formile, un liquido incolore che viene usato in chimica organica per alcune sintesi e che si decompone trasformandosi in acido fluoridrico ed ossido di carbonio.